# Euphorbia neorubella
Euphorbia neorubella es una especie fanerógama perteneciente a la familia de las euforbiáceas. Es endémica de Kenia.

## Descripción
Es una hierba perennifolia, con un rizoma carnoso formando grupos de tubérculos redondeados de 1,5-3 cm de grosor; los tallos carnosos, 1-3 de cada tubérculo, ramificándose en raras ocasiones, erguido, alcanzando un tamaño de ± 5 cm o decumbentes a ± 25 cm de largo, 4-5 mm de grosor.

## Ecología
Se encuentra entre las rocas, con especies de Xerophytas, a una altitud de 1520 metros.
Se produce en el cultivo.
Está carcana a Monadenium stoloniferum, Monadenium montanum.

## Taxonomía
Euphorbia neorubella fue descrita por Peter Vincent Bruyns y publicado en Taxon 55: 414. 2006.
Etimología
Euphorbia: nombre genérico que deriva del médico griego del rey Juba II de Mauritania (52 a 50 a. C. - 23), Euphorbus, en su honor – o en alusión a su gran vientre –  ya que usaba médicamente Euphorbia resinifera. En 1753 Carlos Linneo asignó el nombre a todo el género.
neorubella: epíteto latino con el prefijo neo para diferenciarla de la especie, ya existente Euphorbia rubella.
Sinonimia
- Monadenium montanum var. rubellum P.R.O.Bally (1959).
- Monadenium rubellum (P.R.O.Bally) S.Carter (1987).[5][6]